# 呼蘭若尸逐就單于
呼蘭若尸逐就單于（?—147年），挛鞮氏，名兜楼储，143年在南匈奴空位三年后，由汉顺帝册封，并派人护送他回单于庭。
兜楼储先在京師，漢順帝臨軒册封，大鴻臚持節拜授璽綬，带他上殿。賜给他青蓋駕駟、鼓車、安車、駙馬騎、玉具刀劍、什物，給綵布二千匹。賜给單于閼氏以下金錦錯雜具，軿車馬二乘。汉朝派遣行中郎將持節護送單于歸南庭。太常、大鴻臚與諸國侍子在廣陽城門外祖會，賜饗作樂，角抵百戲。漢順帝至胡桃宮臨觀。冬，中郎将马寔募刺杀反叛的句龙吾斯，送首洛阳。144年，進擊句龙吾斯餘黨，斬首千二百級。烏桓七十萬餘口归降。147年，呼蘭若尸逐就單于去世。

## 文獻
- 《後漢書·南匈奴列傳》

| 前任： 去特若尸逐就單于 車鈕單于 | 南匈奴單于 143年─147年 | 繼任： 伊陵尸逐就單于 |